# 马尔贝格韦希
马尔贝格韦希是德国莱茵兰-普法尔茨州的一个市镇。总面积10.22平方公里，总人口350人，其中男性178人，女性172人（2011年12月31日），人口密度34人/平方公里。